# Джубаїль
Джубаїль (араб. الجبيل) — місто в Саудівській Аравії, в адміністративному окрузі Еш-Шаркійя. Населення — 200 000 чол. (за оцінкою 2003).

## Економіка
Місто розташоване на узбережжі Перської затоки, в одному з найбагатших нафтою районів країни. У Джубаїлі працює цілий ряд підприємств, що випускають мастила, бензин, дизельне паливо, інші продукти нафтохімічної промисловості, зокрема розміщені крекінг-установки; також виробляються сталь та хімічні добрива. Місто є одним з найбільш динамічно розвиваються промислових центрів Саудівської Аравії.

## Упорядкування
Джубаїль вважається одним з найбільш впорядкованих міст Саудівської Аравії; є ряд лагун з пляжами. Все місто перетинають швидкісні траси. Численні сади зрошуються опрісненою водою.

## Пам'ятки
Поруч з Джубаїлем знаходяться руїни християнського храму IV століття, виявлені в 1986 році. Уряд приховує їх від місцевих жителів і забороняє іноземцям, навіть археологам, відвідування цього пам'ятника.